# Olav Hauge
Olav Håkonson Hauge (Ulvik, 18 de agosto de 1908- ibidem, 23 de mayo de 1994) poeta modernista noruego.

## Biografía
Hauge nació en el pueblo de Ulvik en Hordaland (Noruega). Sus padres Håkon Hauge (1877-1954) y Katrina Hakestad (1873-1975) eran agricultores. Hauge asistió a la escuela secundaria en Ulvik entre 1925 y 1926. Aprendió inglés y alemán en la escuela y luego aprendió francés por sí mismo leyendo. Pasó muchos años formándose en horticultura y cultivo de frutas. Asistió a la Escuela de Horticultura Hjeltnes (Hjeltnes videregående skole) en Ulvik (1927 y 1933–34), a la Universidad Noruega de Ciencias de la Vida en Ås (1930) y al Centro Estatal de Investigación (Statens forsøksgardt) en Hermannsverk en Sogn og Fjordane (1931-1933). Vivió toda su vida en Ulvik trabajando como jardinero en su propio huerto de manzanos.
Los primeros poemas de Hauge se publicaron en 1946, todos en forma tradicional. Más tarde escribió poesía modernista y, en particular, poesía concreta que inspiró a otros poetas noruegos más jóvenes, como Jan Erik Vold. Un ejemplo bien conocido
Traducción al español:
El gato
está sentado afuera
cuando llegas.
Háblale un poco.
Es el más sensible del jardín.
Idioma noruego
Katten
sit i tunet
når du kjem.
Snakk litt med katten.
Det er han som er varast i garden.
Además de escribir sus propios poemas, tenía una orientación internacional y tradujo poemas de Alfred Tennyson, William Butler Yeats, Robert Browning, Stéphane Mallarmé , Arthur Rimbaud, Stephen Crane, Friedrich Hölderlin, Georg Trakl, Paul Celan, Bertolt Brecht y Robert Bly a Noruego. También escribió poesía en homenaje a sus compañeros poetas William Blake, Paul Celan, Gérard de Nerval y Emily Dickinson. También se inspiró en el clásico Poesía china, por ejemplo, en su poema "T`ao Ch`ien" en la colección Spør vinden.
Hauge ha sido traducida al inglés por el poeta escocés Robin Fulton en Olav Hauge: Selected Poems, de 1990, y por el poeta estadounidense Robert Bly en Confiando tu vida al agua y la eternidad: Veinte poemas de Olav H. Hauge, de 1987. El autor estadounidense Robert Hedin tradujo Hauge en 2001 en la colección The Bullfinch Rising from the Cherry Tree: Poems of Olav H. Hauge y en Leaf-huts and Snow-houses en 2004. Robert Bly y Robert Hedin tradujeron juntos a Hauge en 2008 en The Dream Llevamos: poemas seleccionados y últimos de Olav H. Hauge. Las palabras de Glor i oska se utilizaron como letra de la canción de Solefald "Song til stormen" de su álbum de 2010, Norrøn Livskunst.
El Centro Olav H. Hauge (Olav H. Hauge - Senteret) está situado en Brakanes, cerca de Ulvikafjorden. El centro incluye una exposición, biblioteca de poesía, taller de poesía y museo que destaca la vida y obra del poeta. Nynorsk kultursentrum gestiona tanto el Centro Olav H. Hauge como el Ivar Aasen-instituttet en Ørsta.

## Obra
- - Glør i oska (Noregs boklag, 1946).
  - Bajo bergfallet (Noregs boklag, 1951), Beneath the Crag).
  - Seint rodnar skog i djuvet (Noregs boklag, 1956), Lentamente los árboles se vuelven rojos en el desfiladero.
  - På ørnetuva (Noregs boklag, 1961), Sobre el del águila.
  - Dikt i utval: editor de Dogg og dagar Ragnvald Skrede. (Noregs boklag, 1965).
  - Dropar i austavind (Noregs boklag, 1966), Gotas en el viento del este.
  - Spør vinden (Noregs boklag, 1971), Pregúntale al viento.
  - Dikt i samling (Noregs boklag, 1972).
  - Syn oss åkeren din en la selección de Jan Erik Vold . Bokklubben, 1975. (Recopilado de Dikt i samling).
  - Janglestrå (Samlaget, 1980), espigar.
  - Regnbogane (1983) (Libro infantil, ilustraciones de Wenche Øyen).
  - A B C , 1986 (libro infantil).
  - Mange års røynsle med pil og boge (grabación). (Samlaget, 1988).
  - Brev 1970-1975 (Cappelen, 1996).
  - Det er den draumen (Samlaget, 1998), Es el sueño.
  - Dagbok 1924-1994 (Samlaget, 2000).
  - Skogen stend, hombres han skiftar sine tre. Aforismar i utval (Samlaget, 2001).

## Traducciones
- Utanlandske dikt, 1967
- Stephen Crane: Svarte ryttarar , 1974
- Bertolt Brecht: Til ettertidi , 1978
- Empuñadura de mano i svevne , 1978
- Dikt i umsetjing , 1982
- Frå Rimbaud til Celan , 1991

## Literatura
- Torbjørn Tumyr Nilsen. «Skrev ikke Olav H. Hauge dagbok under krigen, har heftene gått tapt - eller ble de kanskje makulert? Den mystiske tausheten». Klassekampen. 2019-12-30. Pp. 16-7